# بخش رم (شهرستان آتن، اوهایو)
بخش رم (به انگلیسی: Rome Township) یک منطقهٔ مسکونی در ایالات متحده آمریکا است که در شهرستان آتن، اوهایو واقع شده‌است.
 بخش رم ۹۶٫۰ کیلومتر مربع مساحت و ۱٬۳۲۰ نفر جمعیت دارد و ۲۰۳ متر بالاتر از سطح دریا واقع شده‌است.